# Anne Barnard
Lady Anne Barnard, de soltera Lindsay (12 de diciembre de 1750-6 de mayo de 1825) fue una escritora de viajes, artista y socialite escocesa, autora de la balada Auld Robin Gray. Su estancia durante cinco años en Ciudad del Cabo, Sudáfrica, aunque breve, tuvo un impacto significativo en la vida cultural y social de la época.

## Biografía
Lindsay nació en Balcarres House en Fife y fue la novena descendiente y primera hija de Anne Lindsay (nacida Dalrymple) y James Lindsay, conde de Balcarres. 
En 1793 se mudó a Londres, donde conoció y se casó con Andrew Barnard, que era doce años menor que ella e hijo de Thomas Barnard, obispo de Limerick. Posteriormente, obtuvo del vizconde Melville un nombramiento para él como secretario colonial en el Cabo de Buena Esperanza, entonces ocupado por el ejército británico. Los Barnard viajaron allí en marzo de 1797, y Lady Anne permaneció en el Cabo hasta enero de 1802.
Sus cartas escritas a Melville, entonces secretario de guerra y colonias, y sus diarios de viaje al interior se han convertido en una importante fuente de información sobre las personas, los eventos y la vida social de la época. También se conserva en la memoria popular como una persona de la alta sociedad, conocida por ejercer como la anfitriona oficial de Earl Macartney en el Castillo de Buena Esperanza.
La notable serie de cartas, revistas y dibujos que produjo se publicó en 1901 bajo el título de Sudáfrica hace un siglo. En 1806, tras la reconquista del Cabo por los británicos, Barnard fue nombrado nuevamente secretario colonial, pero Lady Anne decidió quedarse en Londres en lugar de acompañarlo al Cabo. Barnard murió allí en 1807, y el resto de la vida de Anne se desarrolló en Londres, donde murió el 6 de mayo de 1825.
Lady Anne también fue una artista consumada, algunas de sus obras fueron incluidas en sus relatos publicados en los siglos XVIII y XIX. Sus trabajos incluyen pinturas al óleo y dibujos.
El reverendo William Leeves reveló en 1812 que Auld Robin Gray había sido escrita por ella en 1772 y adaptada para la música por él. Fue publicado anónimamente en 1783 y Lady Anne solo reconoció la autoría de la letra dos años antes de su muerte en una carta a Sir Walter Scott (1823), quien posteriormente la editó para el Club Bannatyne con dos continuaciones. Según el Diccionario Biográfico de Mujeres Escocesas, la canción de Lindsay comenzó siendo interpretada por Sophia Johnston, de Hilton.

## Legado
Lady Anne se conmemora de varias maneras en Ciudad del Cabo. Una estancia del Castillo de Buena Esperanza es conocida como «Salón de baile de Lady Anne Barnard»; un camino en el barrio de Newlands, donde vivieron los Barnard, se llama «Lady Anne Avenue» y una escultura de ella se muestra en el vestíbulo del centro cívico del barrio de Claremont. La casa de campo de los Barnards, The Vineyard, sobrevive como parte de un hotel.